# King Sturge
King Sturge LLP este una dintre cele mai mari companii internaționale de consultanță imobiliară din Europa cu 52 de sedii în 17 țări.
Număr de angajați în 2008: 3.800

## King Sturge în România
Compania este prezentă și în România, unde a avut în anul 2008 o cifră de afaceri de 1,3 milioane de euro, și un numar mediu de 14 angajați.